# Флаг Тазовского района
Флаг муниципального образования Та́зовский район Ямало-Ненецкого автономного округа Российской Федерации — опознавательно-правовой знак, служащий официальным символом муниципального образования.
Флаг утверждён 16 июня 1998 года решением Собрания представителей муниципального образования Тазовский район № 54 и внесён в Государственный геральдический регистр Российской Федерации с присвоением регистрационного номера 294.

## Описание
«Флаг Тазовского района представляет собой прямоугольное полотнище с соотношением ширины к длине 2:3, разделённое на три равновеликие вертикальные полосы: холодно-малиновую (посередине) и тёмно-голубые (по бокам). На средней полосе располагается белое силуэтное изображение стоящего северного оленя, на первой вертикальной полосе орнаментальная полоса условно объединяет изобразительные мотивы герба: ягеля, волн и рыб (пластин, чешуи) в виде „головок“ и „чумов“».
21 декабря 2004 года, решением Собрания представителей муниципального образования Тазовский район № 5-3-35, было утверждено новое Положение о флаге района, которым, в числе прочего, описание флага дополнено предложением: «К древку под навершием привязывается красная лента с надписью „ТАСУ ЯВА“».

## Обоснование символики
Флаг муниципального образования Тазовский район составлен на основании герба Тазовского района, по правилам и соответствующим традициям вексиллологии, и отражает исторические, культурные, социально-экономические, национальные и иные местные традиции.
Орнаментальная полоса символизирует природные богатства района.
Девиз «Тасу' Ява''», в переводе с языка коренных малочисленных народов Севера ненцев, — «Наша Тазовская земля».

## См. также

Флаги муниципальных образований Тазовского района
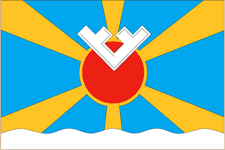
посёлок Тазовский
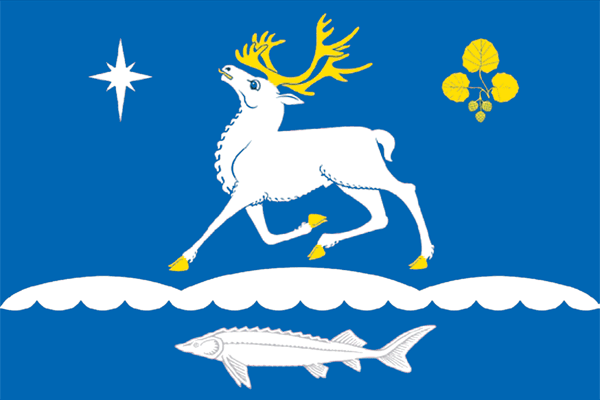
село Антипаюта
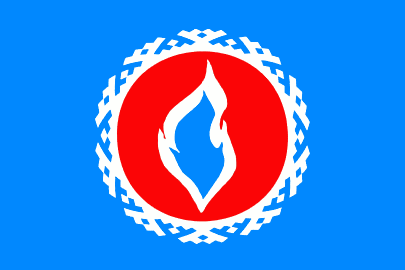
село Газ-Сале
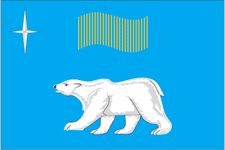
село Гыда
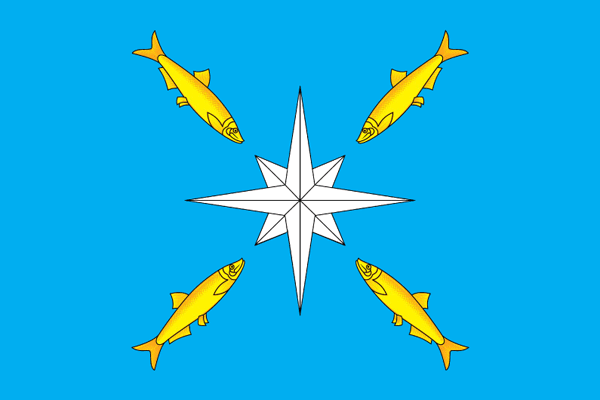
село Находка